# Kostel Narození Panny Marie (Sudoměř)
Římskokatolický filiální kostel Narození Panny Marie v Sudoměři je barokní sakrální stavba stojící na jižní straně návsi. Od roku 1967 je chráněn jako kulturní památka.

## Historie

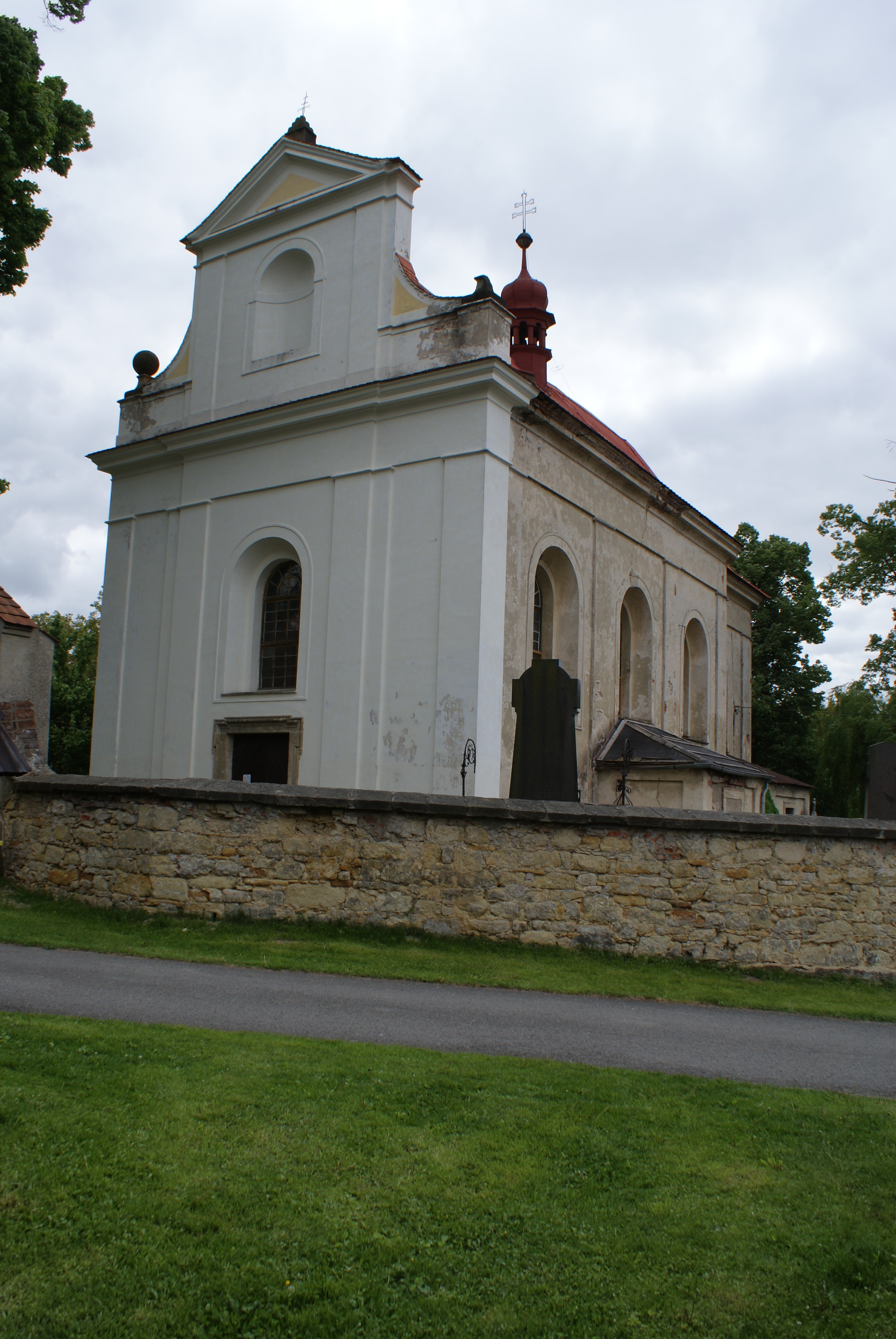
Kostel Narození P. Marie v Sudoměři

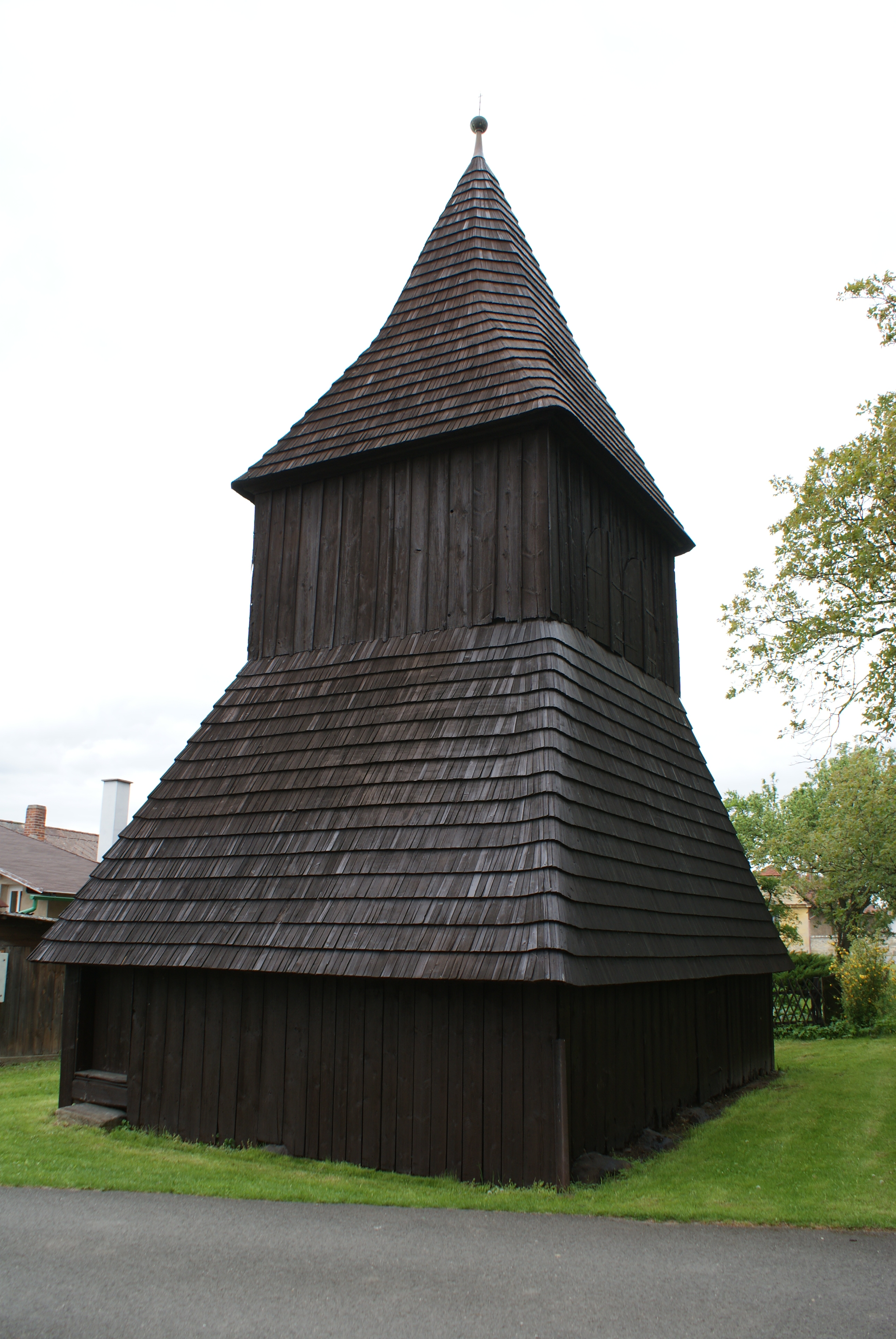
Zvonice u kostela v Sudoměři

Kostel byl postaven ve druhé čtvrtině 18. století.

## Architektura
Jedná se o jednolodní, obdélnou stavbu s pravoúhlým presbytářem a obdélnou sakristií po jeho jižní straně. Po jižní straně lodi se nachází obdélná předsíň. Stěny jsou zvenčí i uvnitř členěny pilastry a vysokými, půlkruhem uzavřenými okny. Nároží jsou zaoblena. V západním průčelí je trojúhelný štít.

## Zařízení
Hlavní oltář je barokní. Pochází z období kolem roku 1735–1740 a je snad z téže dílny jako hlavní oltář kostela ve Skalku. Oltář je portálový s točenými sloupy. Jsou na něm po stranách sochy sv. Jana Nepomuckého a sv. Antonína Paduánského. Uprostřed se nachází obraz Narození Panny Marie. Je to kvalitní dílo z období vzniku oltáře. V nástavci se nachází řezaná Apoteóza sv. Jana Nepomuckého. Nový obraz Narození Panny Marie určený pro hlavní oltář visí v lodi. Na bočním oltáři je obraz sv. Josefa od Fr. Maischaidera a obraz Boha Otce z 18. století.

## Okolí kostela
Před kostelem stojí stupňovitá pozdně gotická dřevěná zvonice z roku 1615. V ní je umístěn zvon z roku 1405.